# Poligon Rembertów
Poligon Rembertów este o arie protejată (sit de importanță comunitară — SCI) din Polonia întinsă pe o suprafață de 241,93 ha, integral pe uscat.

## Localizare
Centrul sitului Poligon Rembertów este situat la coordonatele 52°16′55″N 21°12′18″E / 52.2819°N 21.205°E.

## Înființare
Situl Poligon Rembertów a fost declarat sit de importanță comunitară în octombrie 2009 pentru a proteja 4 specii de animale.

## Biodiversitate
Situată în ecoregiunea continentală, aria protejată conține 4 habitate naturale: Vegetație psamofilă uscată cu pășuni deschise de Corynephorus și Agrostis, Pajiști uscate europene, Mlaștini turboase de tranziție și turbării mișcătoare, Păduri central-europene de pin scoțian cu licheni.
La baza desemnării sitului se află mai multe specii protejate:
- amfibieni (1): buhai de baltă cu burta roșie (Bombina bombina)
- mamifere (2): liliac cârn (Barbastella barbastellus), castor (Castor fiber)
- nevertebrate (1): libelule (Leucorrhinia pectoralis)